# Beit Aghion
O Beit Aghion (em em hebraico:  בית אגיון), também conhecida como Beit Rosh HaMemshala (בית ראש הממשלה, literalmente Casa do Primeiro-ministro) é a residência oficial do Primeiro-ministro de Israel. O edifício está localizado na 9 Smolenskin Street, na esquina da rua de Balfour Street, em Jerusalém Ocidental. 

## História

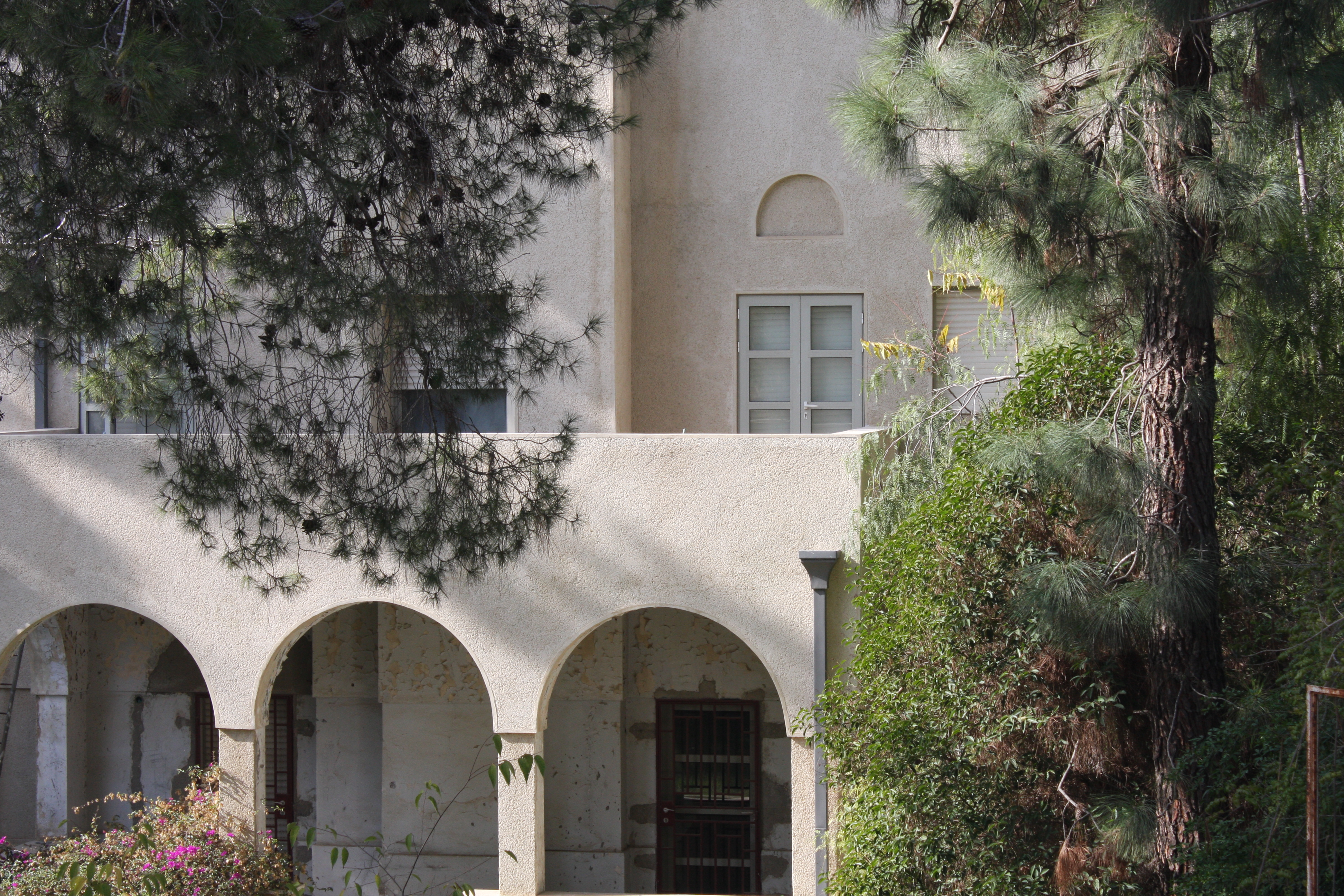
Casa de Julius Jacobs, residência oficial do Primeiro-ministro de Israel antes de 1974

O edifício foi construído para o comerciante judeu-grego Edward Aghion, que era um residente afluente de Alexandria, no Egito. Foi projetado pelo arquiteto judeu- alemão Richard Kauffmann e foi construído entre 1936-1938. 
Em 1941, Pedro II, Rei da Iugoslávia residia na casa. Durante a guerra árabe-israelense de 1948, serviu como um hospital para os combatentes do Irgun . 
Em 1952, o governo israelense comprou a casa com o propósito de transformá-la em residência oficial do ministro do Exterior. Em 1974, o governo israelense decidiu transferir a residência oficial do primeiro-ministro de Beit Julius Jacobs, que serviu como residência oficial do primeiro-ministro israelense entre 1950 e 1974, para Beit Aghion. Durante a década de 1990, um muro foi erguido ao redor da casa por razões de segurança e um segmento da Balfour Street foi fechado para o tráfego. 

## Arquitetura
O edifício é composto por vários blocos quadrados ligados um ao outro e no centro do edifício há uma escada, decorada com uma fileira de janelas na frente. A frente do edifício também inclui uma seção moldada de forma circular e em estilo típico do estilo internacional . O edifício é revestido com pedra de Jerusalém. O edifício também consiste em um pátio interno (pátio) - um elemento que difere do estilo internacional comum, do qual o estilo de construção é feito, no entanto, é comumente encontrado em edifícios de estilo islâmico. O pátio foi provavelmente adicionado originalmente devido ao pedido da família Aghion. 